# Стеніна Валентина Сергіївна
Стеніна Валентина Сергіївна (рос. Стенина Валентина Сергеевна), до шлюбу Милославова (нар. 29 грудня 1934, Бобруйськ) — радянська ковзанярка, призер Олімпійських ігор, триразова чемпіонка світу в класичному багатоборстві.

## Біографія
Народилася в Бобруйську в сім'ї військовослужбовця. З початком німецько-радянської війни в 1941 році була евакуйована разом з матір'ю в Свердловськ.
В Свердловську почала займатися ковзанярським спортом в ДСТ «Труд». Тут же познайомилася з ковзанярем Борисом Стеніним, з яким пізніше одружилася.
В 1957 році вперше виступила на чемпіонаті СРСР. В 1959 році зайняла 4-е місце на чемпіонаті СРСР в класичному багатоборстві і була включена в заявку на чемпіонат світу, що пройшов в її рідному Свердловську. Стеніна стала другою в загальному заліку, поступившись лише подрузі по збірній Тамарі Риловій.
Наступний 1960 рік вийшов дуже вдалим і для Валентини Стеніної, і для її чоловіка Бориса. На чемпіонаті світу в класичному багатоборстві 1960 Стеніна перемогла на дистанції 1500 м, зайняла на дистанції 3000 м друге місце, а на дистанції 500 м — третє і в загальному заліку стала чемпіонкою. А через неділю Борис став чемпіоном світу в класичному багатоборстві серед чоловіків, і їх подружня пара стала першою в світі, що виграла чемпіонати світу з ковзанярського спорту.
На Олімпійських іграх 1960 на дистанції 1500 м Стеніна виявилася лише п'ятою, але через два дні на дистанції 3000 м вона зуміла вибороти срібну нагороду, поступившись лише легендарній Лідії Скобликовій. На цих же Олімпійських іграх Борис Стенін завоював бронзову медаль на дистанції 1500 м у чоловіків, і подружжя Стеніних стало також першою парою, що завоювала олімпійські нагороди.
У 1961 році на чемпіонаті світу в класичному багатоборстві Стеніна перемогла на дистанціях 500, 1000 і 1500 м і зайняла друге місце на дистанції 3000 м, ставши чемпіонкою в загальному заліку.
Стеніна не брала участі в змаганнях 1962 року, а в 1963 році на чемпіонаті світу була третьою.
На Олімпійських іграх 1964 залишилася без медалей на дистанціях 1000 і 1500 м, але на 3000 м завоювала срібну нагороду, знову поступившись Скобликовій і поділивши другу сходинку з північнокорейською ковзаняркою Ган Піл Хва.
В 1965 році Стеніна була другою на чемпіонаті світу, а в 1966 році стала триразовою чемпіонкою світу. В 1967 і 1968 роках Стеніна на чемпіонатах світу залишилася без жодної нагороди, зайнявши в загальному заліку в 1967 році шосте місце, а через рік — дев'яте, і завершила спортивну кар'єру.

### Виступи на Олімпіадах
| Олімпіада       | Дисципліна | Місце |
| --------------- | ---------- | ----- |
| Скво-Веллі 1960 | 1500 м     | 5     |
| Скво-Веллі 1960 | 3000 м     | 2     |
| Інсбрук 1964    | 1000 м     | 5     |
| Інсбрук 1964    | 1500 м     | 7     |
| Інсбрук 1964    | 3000 м     | 2     |